# Royal African Company
A Royal African Company (Companhia Real Africana) foi uma corporação britânica privilegiada, de carácter monopolista, fundada em 1660 pelo rei Carlos II da Casa Stuart que visava principalmente o comércio transatlântico de africanos escravizados.

## Fundação
Em 1660 se deu o início da Restauração da Monarquia inglesa por Carlos II, que desejava expandir e controlar o comércio de africanos escravizados para as colônias britânicas no Caribe. Deste então, o rei quis usar uma empresa de monopólio para superar a concorrência holandesa nos negócios do Atlântico, desenvolver o comércio com as ricas colônias espanholas na América e proteger e expandir os interesses ingleses na África através do estabelecimento de plantações neste território e fornecimento de ouro e dos já citados africanos escravizados para trabalhar nas plantações das colônias no Caribe. Ele esperava que pudesse usar as receitas dessa empresa para aumentar a glória de sua monarquia restaurada.
Assim, no mesmo ano, Carlos II fundou a "Company of Royal Adventurers Trading to Africa" (Companhia de Aventureiros Reais Negociando com a África) , a mais recente de uma série de iniciativas de comércio de escravizados apoiadas pela monarquia inglesa. A primeira delas foi a permissão da rainha Elizabeth I à viagem de John Hawkins em 1562. A Company of Royal Adventures Trading to Africa foi comandada pelo irmão de Carlos, Jaime, Duque de York e futuro rei Jaime II, bem como por seu primo, o príncipe Rupert, e alguns aristocratas apoiadores. Em 1663 a Companhia foi reorganizada e passou a se chamar "Company of Royal Adventurers" (Companhia dos Aventureiros Reais).
Apesar da marcante contribuição que a Companhia deu ao comércio de escravizados, os holandeses (que dominavam o local) não gostaram do grande interesse dos ingleses pela Costa Oeste da África, motivo pelo qual este território se tornou palco de batalha durante a Segunda Guerra Anglo-Holandesa, servindo a Companhia como parte da operação militar da Inglaterra. Com o abalo no comércio provocado pela guerra e ação de comerciantes independentes de escravizados, a Companhia se viu em crise e levou o rei a novamente reconstituí-la. Nasce assim a Royal African Company em 1672.

## Estrutura e Atuação
A Companhia Real Africana passou então a usufruir do monopólio de todo o comércio inglês com a Costa Oeste da África e do comércio de escravizados das colônias americanas, além de possuir uma posição predominante na importação de açúcar do Caribe para a Inglaterra. Comerciantes independentes e outros que tentavam violar tal monopólio eram interceptados pelas fragatas da Marinha Real e tinham suas cargas e navios apreendidos, além de um julgamento sem júri em um tribunal do Almirantado e prisão indefinida.
A Companhia enviou, durante seu funcionamento, mais africanos escravizados para as Américas do que qualquer outra instituição durante todo o período do comércio transatlântico de escravizados, incluindo homens, mulheres e crianças. Entre o período de 1672, quando foi fundada, até 1720, efetuou o transporte de cerca de 150.000 escravizados, a maioria para o Caribe Anglófono, desempenhando um papel central neste comércio e atrapalhando os negócios holandeses e franceses neste ramo. Em 1673, apenas um ano após a fundação da Companhia, os ingleses tinham uma participação de 33% no comércio transatlântico de escravizados, e já em 1683 essa parcela aumentou para 74%.
Os navios da Companhia tinham como principais portos Londres, Bristol e Liverpool, indo em direção à África Ocidental, operando a partir de fortes militares desde Cape Sallee (no atual Marrocos) até o Cabo da Boa Esperança (na atual África do Sul).
Com a Revolução Gloriosa em 1688 e a consequente destituição de Jaime II, sucessor de Carlos II, a monarquia britânica é reconfigurada, tendo fim o absolutismo e início da soberania do Parlamento. A assinatura da Bill of Rights (Declaração de Direitos), que consolida a monarquia constitucional inglesa, estabelece mudanças consideradas liberais, como por exemplo a proibição da restrição ao comércio, bem como o controle do Tesouro inglês pelo Parlamento. Tal documento, juntamente com a Toleration Act (Ato de Tolerância) é considerado de fundamental importância para o desenvolvimento do capitalismo na Inglaterra. Assim, a Companhia Real Africana passou a ter problemas com seu monopólio ao competir com os comerciantes livres, que encontravam suporte aos seus negócios na nova legislação e não podiam mais ser presos arbitrariamente nem julgados sem a presença de um júri.
Em 1690, a Companhia apelou ao Parlamento para obter apoio estatutário para o seu monopólio, confiando no sucesso dos negócios. O novo monarca, William III, concedeu a aprovação e aceitou o governo da empresa juntamente com milhares de libras em ações da Companhia, propondo usá-la como parte de sua estratégia militar contra a França.
O poder da Companhia Africana continuaria durante os debates comerciais sobre a África. Entre 1672 até 1752, 38 diretores da Companhia ocuparam cargos no governo ou no tribunal (contra apenas 20 dos mercadores independentes), 65 atuavam como membros do Parlamento (número quase três vezes maior que o de comerciantes independentes) e pelo menos 2 foram prefeitos de Londres. Obtinham também o apoio dos comerciantes que comandavam a Corporação da Cidade de Londres, o que ajudava no apoio das reivindicações da Companhia em atuar a serviço do Estado e para o bem do público.
A administração da Companhia era feita por um deputado e um subgovernador selecionados por uma diretoria de grandes acionistas, o Tribunal de Assistentes. Graças à hierarquia formal de diretores, funcionários e servidores, conseguiam facilmente apoiadores parlamentares confiáveis, o que representou um potencial eleitoral de mais de mil indivíduos durante todo o período dos debates comerciais sobre a África. A Companhia também contava com uma vasta rede de postos avançados e agentes nas províncias, colônias do Caribe e continente americano, além da Costa africana.

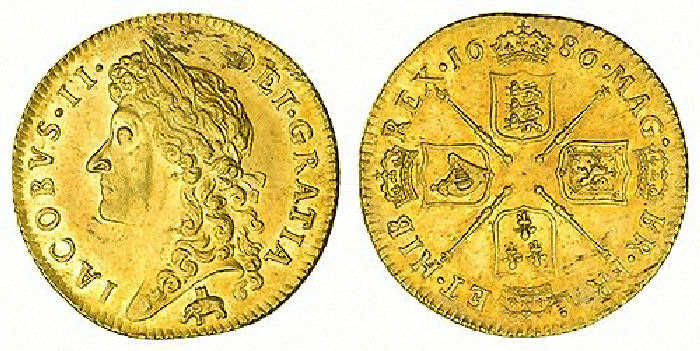
Moeda com o busto de James II e os símbolos do elefante e do castelo, presentes no logo da Companhia.

O brasão da companhia ostentava um elefante e um castelo, símbolos também utilizados nas moedas inglesas.

## Declínio e Dissolução da Companhia
A fundação da Companhia possuiu certo cunho político, porém sua queda teve ampla influência da economia, que acabou por derrubar seu monopólio e expôs sua incapacidade de competir com os comerciantes independentes, que obtinham cada vez mais sucesso nas realizações comerciais como consequência da Revolução Gloriosa e a assinatura da Declaração de Direitos, tornando o tráfico de escravizados mais eficiente e lucrativo. Alguns funcionários reclamaram, em 1707, que esses comerciantes possuíam vantagem, pois concluíam duas viagens no mesmo tempo que a Companhia levava para concluir uma só, além de possuírem uma taxa mais baixa de mortalidade entre suas cargas de escravizados e trabalharem com navios maiores e melhor administrados.
As falhas econômicas e financeiras da Companhia foram evidenciadas. Ela utilizava métodos duvidosos e desonestos para arrecadação de dinheiro na Inglaterra e não podia confiar em seus funcionários, tanto na Costa africana como nas colônias, para agir em seu interesse.
A disputa entre comerciantes independentes e a Companhia pelo tráfico de escravizados continuava, pois ambos concordavam que a escravidão era indispensável para o crescimento e desenvolvimento do Império, mas os debates sobre o comércio na África tomaram rumos diferentes do esperado, trazendo à tona a questão da moralidade da escravidão.
A Companhia continuou com o tráfico de africanos escravizados até 1731, quando percebeu que seus melhores interesses podiam estar em promover relações de amizade com os líderes africanos, trocando o tráfico de pessoas principalmente pelo de pó de ouro e marfim. Continuou com suas atividades até 1752, quando foi dissolvida pelo Parlamento e todos os seus ativos foram transferidos para a "Company of Merchants Trading to Africa" (Companhia de Mercadores Negociando com a África).